# Thaba Bosiu
Thaba Bosiu is een zandsteenplateau en nationaal monument van Lesotho, 24 kilometer ten oosten van de hoofdstad Maseru. De naam Thaba Bosiu betekent Berg van de Nacht. De berg werd tijdens de Mfecane door Moshoeshoe I gebruikt als hoofdkwartier van de Basothonatie. Hier wist hij aanvallen van de Zoeloes, Matabele, Britten en Boeren van de Oranje Vrijstaat af te slaan. Tijdens de Derde Basotho-oorlog was Thaba Bosiu het enige fort dat standhield tegen de Boeren, en is sindsdien door geen enkele natie veroverd.
Thaba Bosiu is de laatste rustplaats van Moshoeshoe I en zijn familie. Ook de Vrijstaatse commandant Louw Wepener, die hier tijdens de Tweede Basotho-oorlog sneuvelde, werd aanvankelijk op Thaba Bosiu begraven, maar werd later verplaatst naar zijn boerderij Constantia.